# Moisés Velasco
Moisés Adrián Velasco Herrera (Tijuana, 19 ottobre 1989) è un ex calciatore messicano, di ruolo centrocampista.